# Храм Мэйдзи
Мэйдзи-дзингу  (яп. 明治神宮 мэйдзи дзингу:) — самое крупное в Токио синтоистское святилище, посвящённое императору Мэйдзи (明治天皇) и его супруге императрице Сёкэн. Местоположение святилища: Камидзоно-тё Ёёги, Сибуя-ку, Токио.

## История
Святилище учреждено 1 ноября 1920 года. Император Мэйдзи скончался 30 июля 1912 года, а императрица 11 апреля 1914 года. После их смерти возникло движение за создание святилища. Здание было закончено в 1920 году, но было уничтожено огнём во время Второй мировой войны. Реконструкция существующего здания, которая была поддержана многими японцами в Японии и за границей, была закончена в октябре 1958 года.

## Описание
Территория святилища, расположенного в центре Токио, имеет площадь около 708200 м². Окружённое деревьями здание является характерным примером уникальной японской храмовой архитектуры. Этот стиль называют нагарэ-дзукури, при строительстве используется кипарис из Кисо. В саду представлены все разновидности деревьев и кустарников, которые произрастают в Японии. Более 100 тысяч кустарников и деревьев были пожертвованы людьми со всей Японии.
Здание музея-сокровищницы расположено в северной части храмовой зоны. Оно построено из камня в архитектурном стиле адзэкура-дзукури. Здесь представлены различные предметы времён правления императорской четы.
Внешний Сад Мэйдзи Дзингу, расположенный в 1,13 км от Внутреннего Сада, известен в мире как центр японских спортивных состязаний. Его создание было завершено в 1926 году. Площадь Внешнего Сада составляет 311600 м². В конце аллеи, высаженной деревьями гинкго, расположена Картинная Галерея Мемориала Мэйдзи, которая содержит 80 больших фресок, иллюстрирующих события жизни императора и его супруги.
В углу Внешнего Сада расположен Мемориальный (Свадебный) Зал Мэйдзи, где продолжают проводить синтоистские свадебные церемонии. Ранее это здание использовалось главным образом для конференций и встреч, в частности, в нём проводилось обсуждение проекта Конституции Мэйдзи.

## Галерея

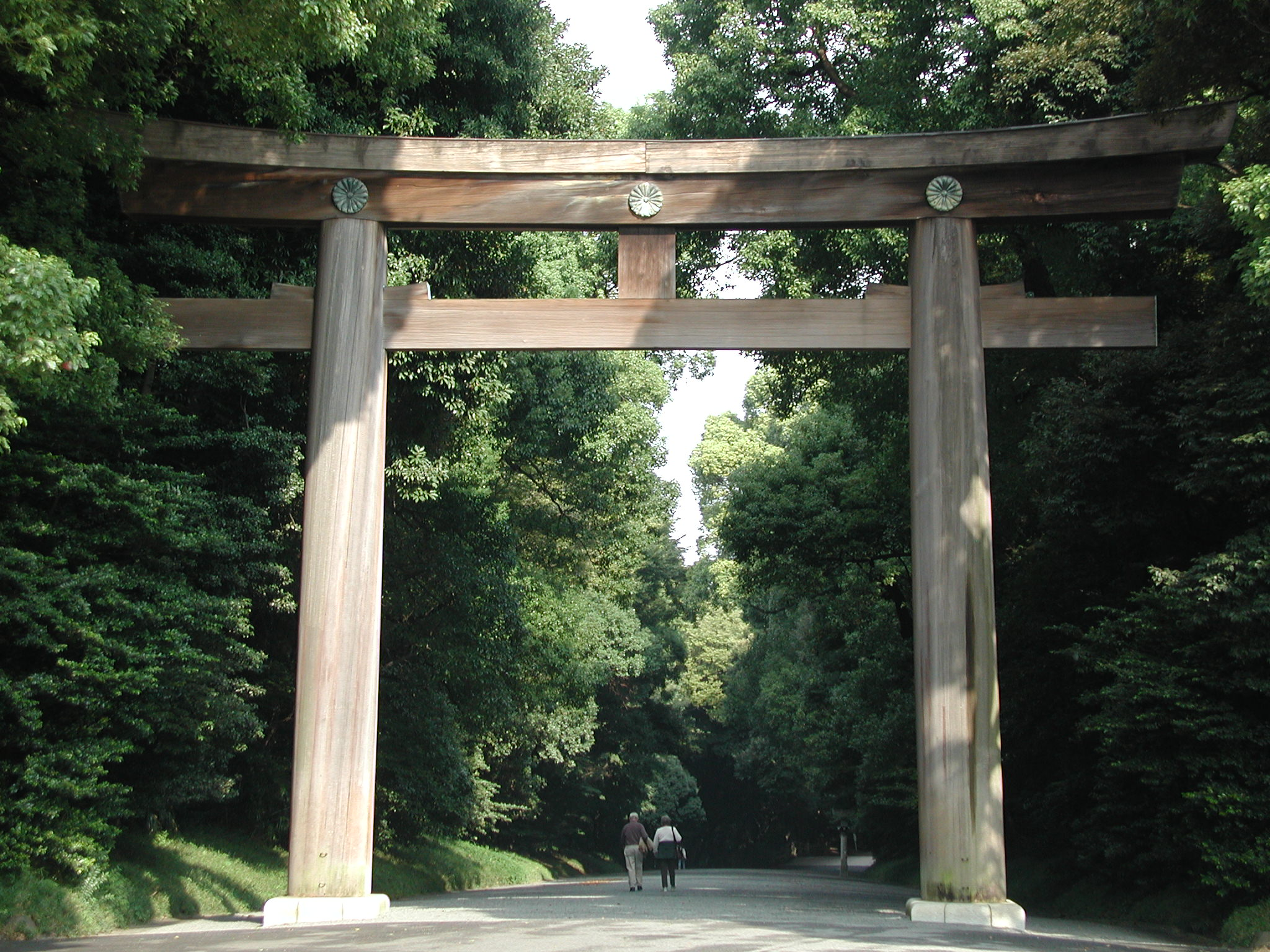
Тории у входа в Мэйдзи-дзингу.
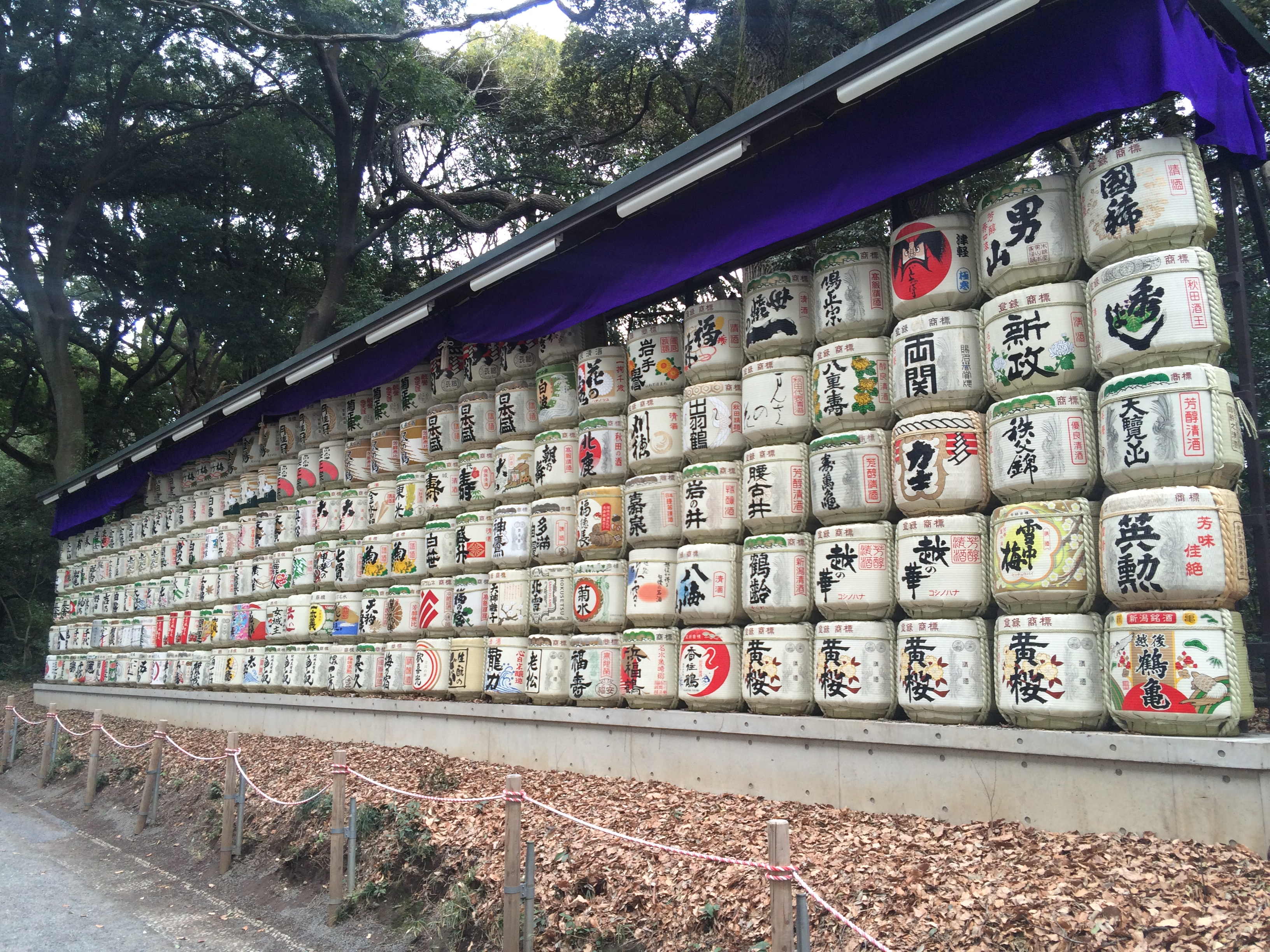
Бочки сакэ, переданные в дар святилищу Мэйдзи
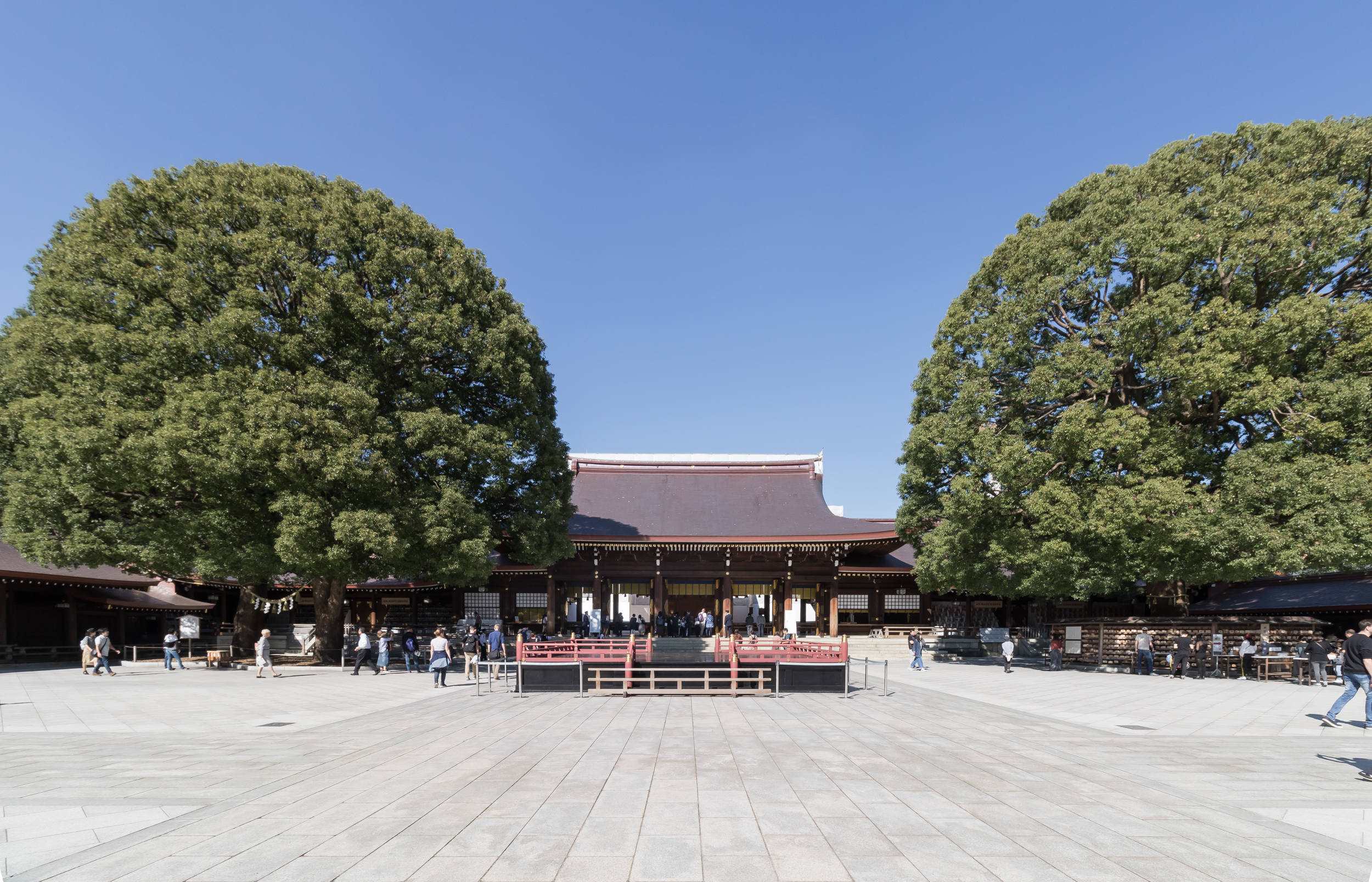
Вид на святилище
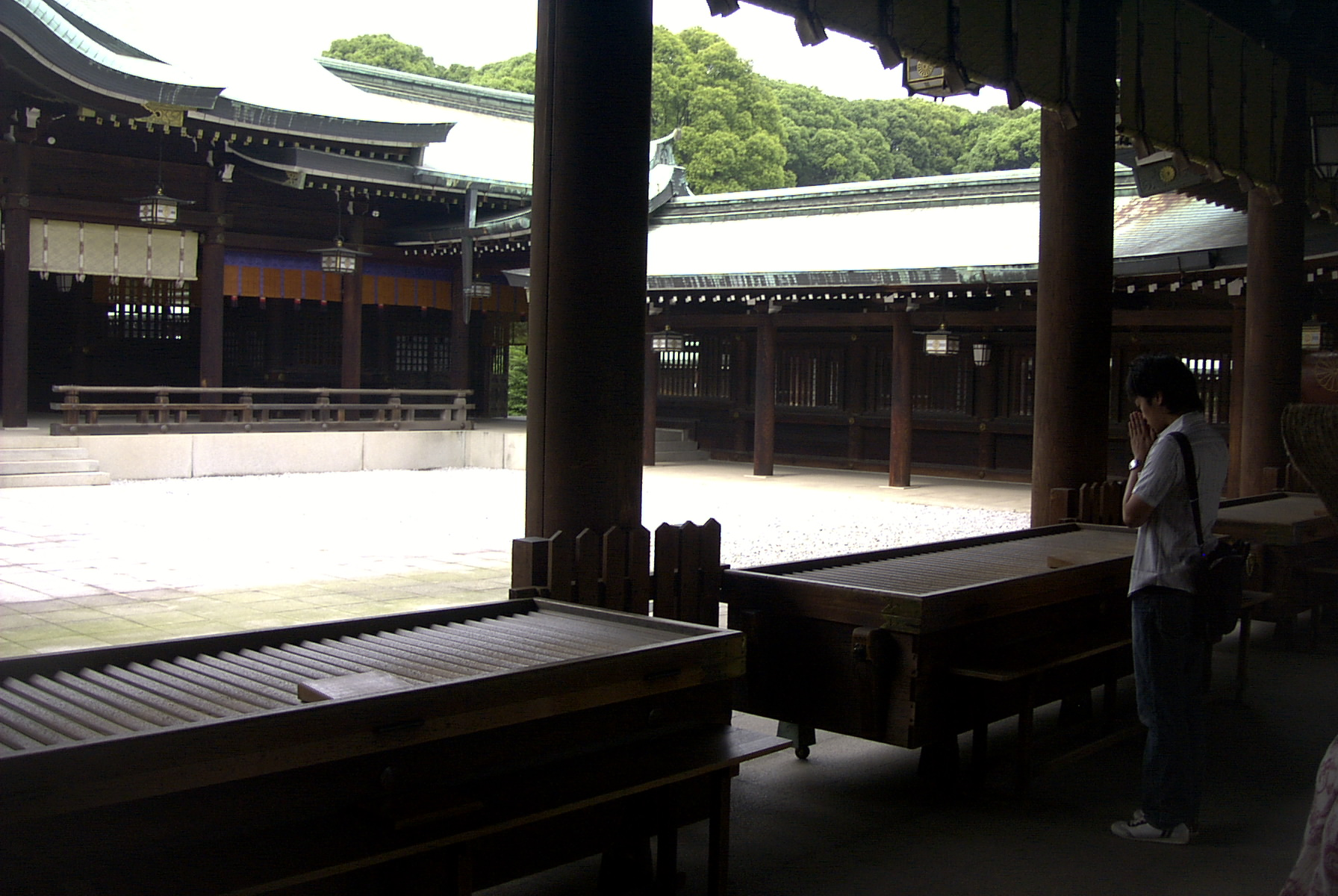
Центральное святилище, посвящённое императору Мэйдзи
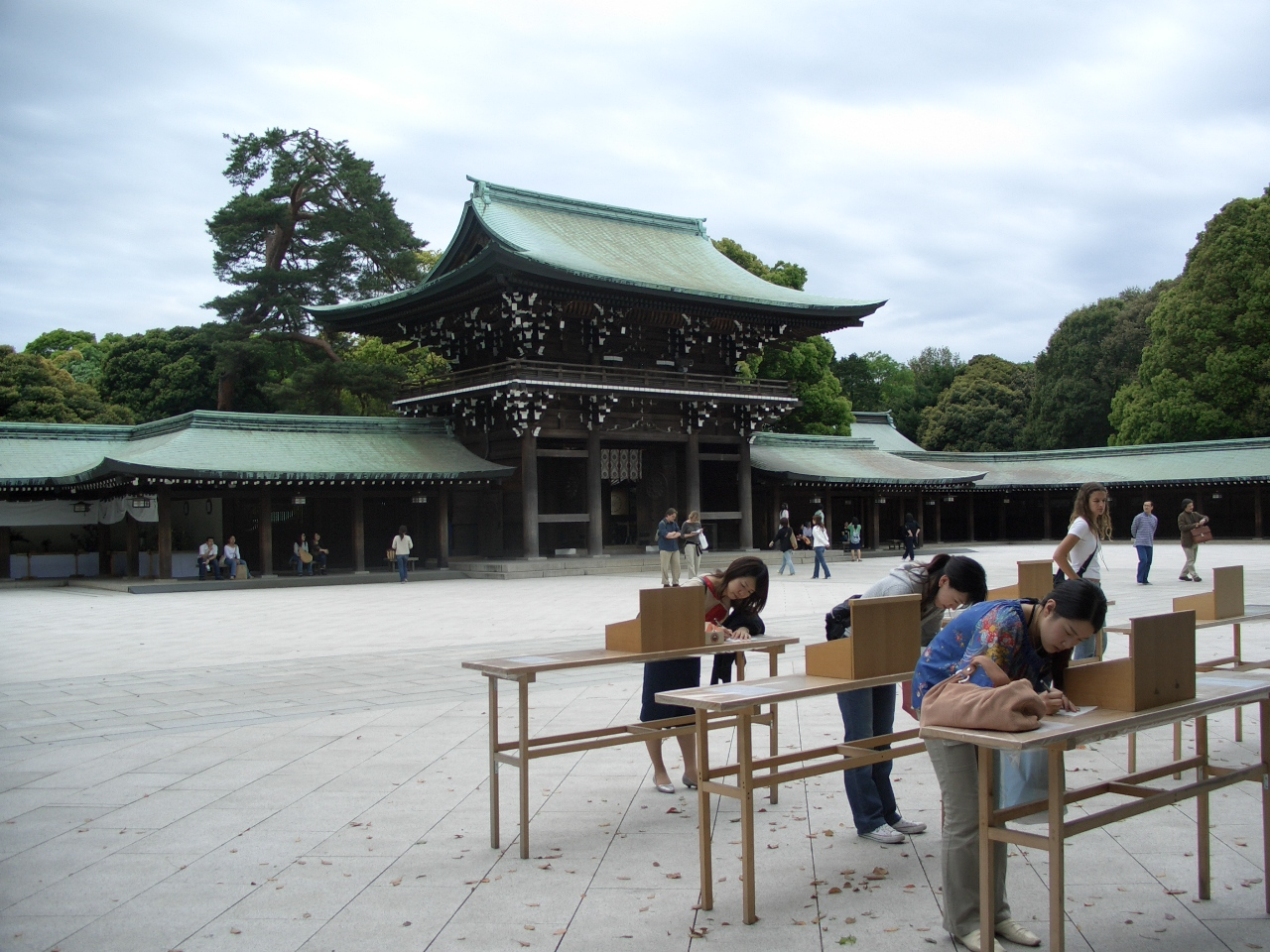
Женщины подписывают просьбы к богам в главном дворе
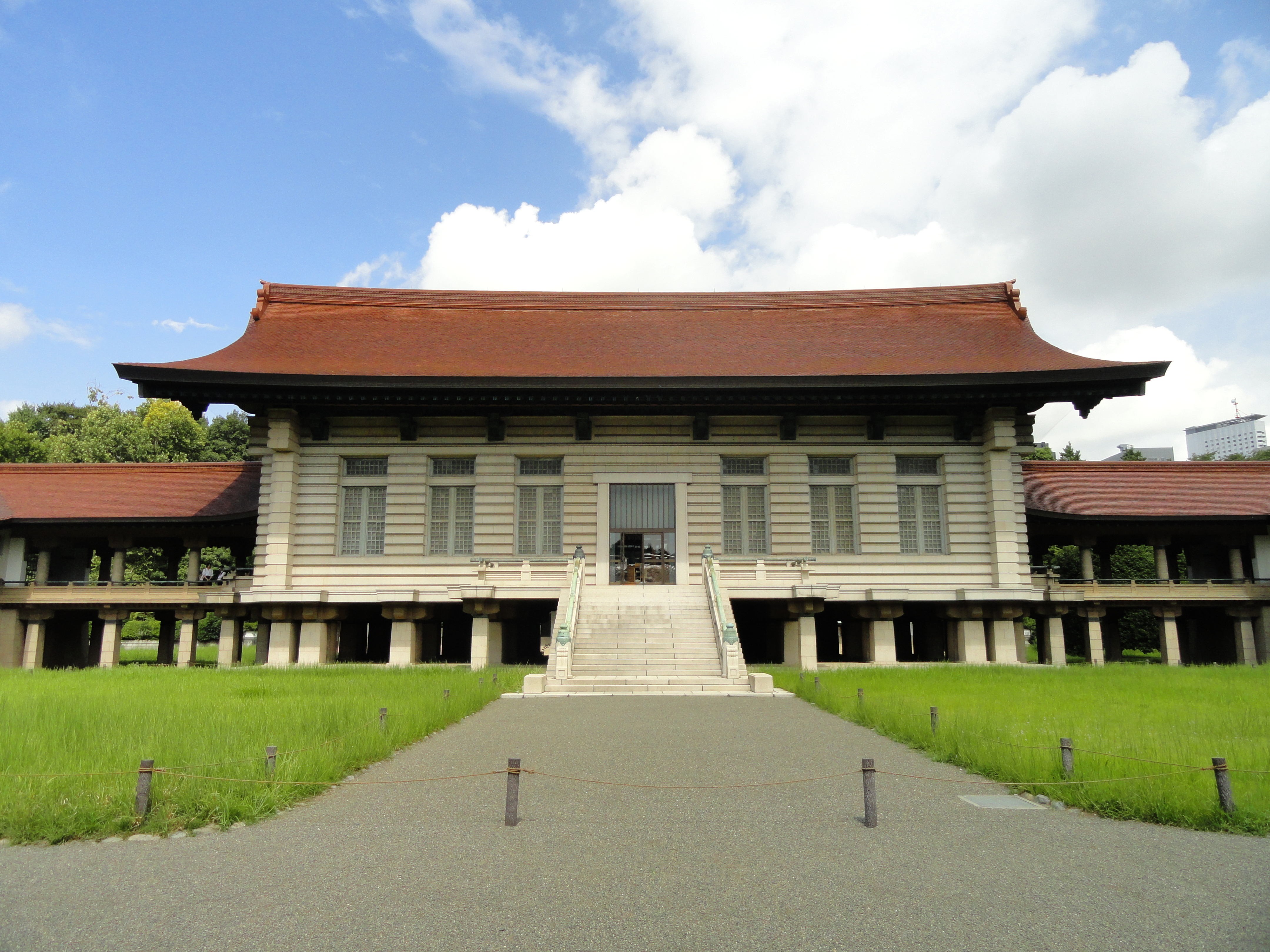
Музей сокровищ святилища
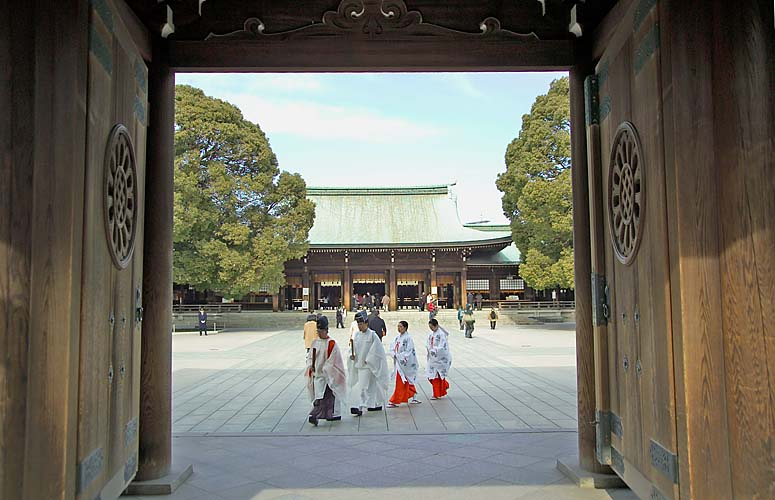
Священники в традиционной одежде готовятся к свадьбе в храме Мэйдзи.
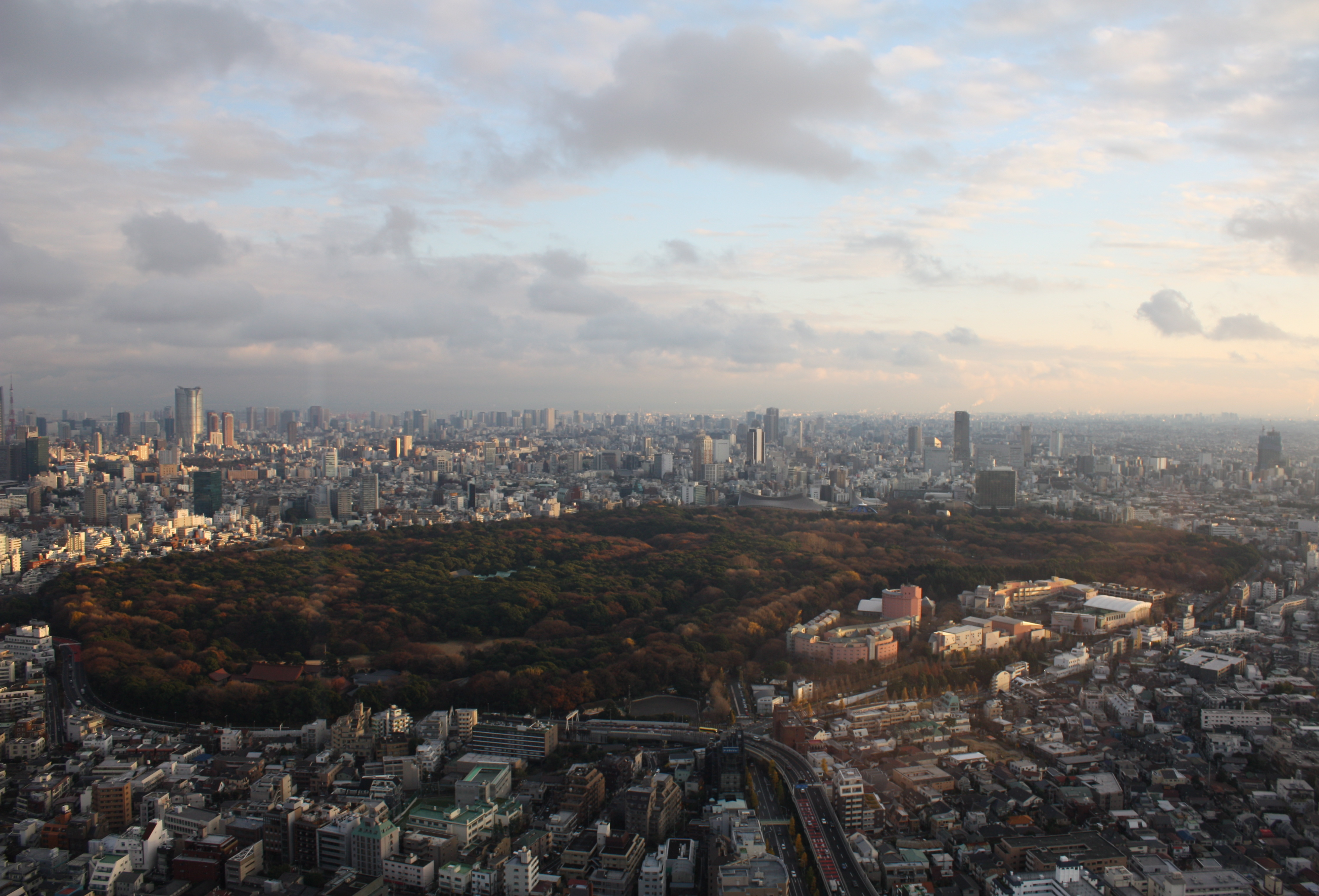
Храм Мэйдзи с парком Ёёги